# ترهيب

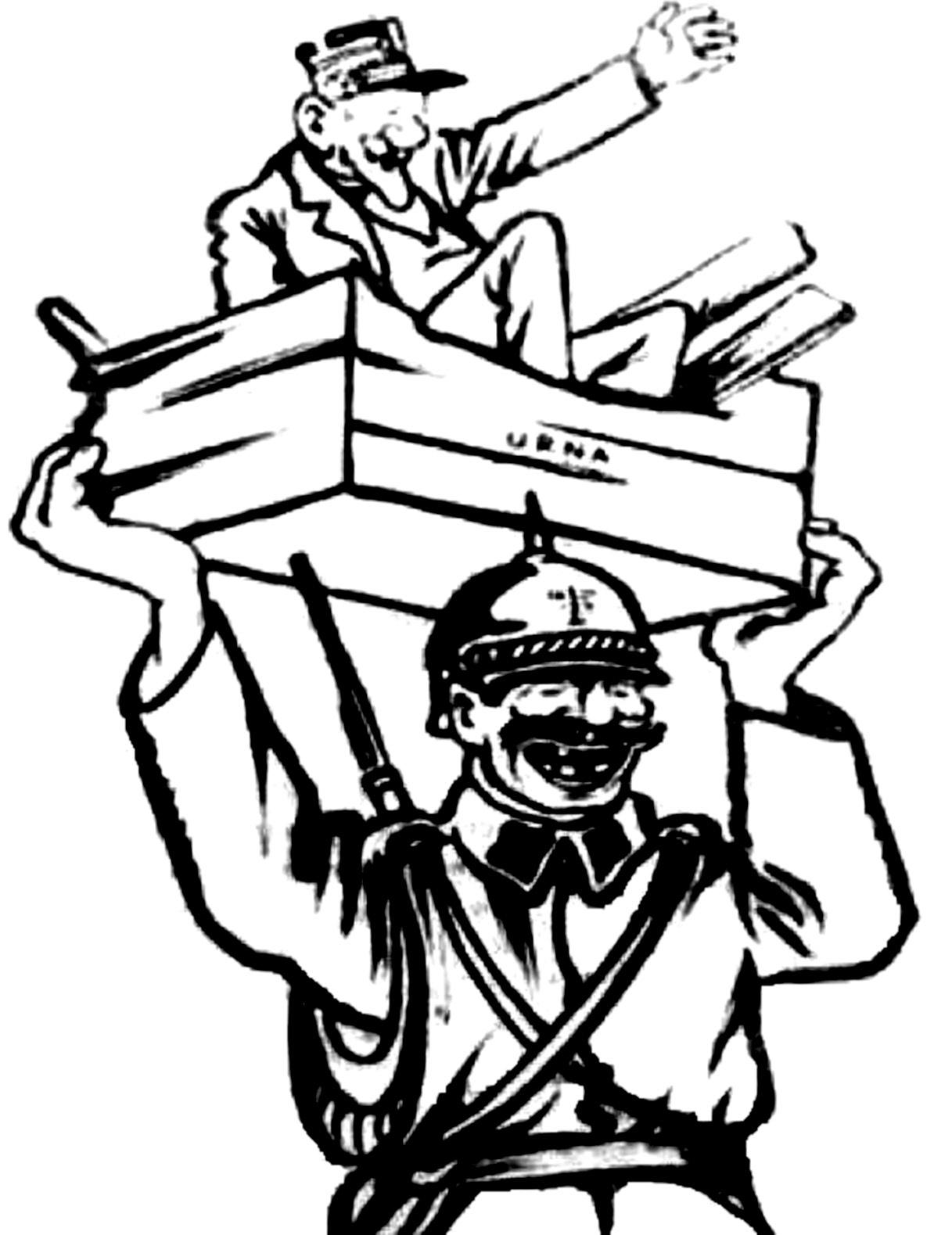

الترهيب أو التهديد أو الوعيد (بالإنجليزية: Intimidation)‏ هو سلوك متعمد من شأنه أن «يسبب لشخص ذو حساسية عادية» حالة خوف من الإصابة أو الأذى. ولا يتعين على المجنى عليه إثبات أن ذلك السلوك كان عنيفاً جداً ليسبب له إرهاباً أو أنه كان فعلاً خائفاً حتى يطلق على ما تعرض له «ترهيباً».
أما المُهَدِد الجنائي (بالإنجليزية: Criminal threatening)‏ (أو السلوك المُهَدِد) هي جريمة زرع الخوف من الإصابة الجسدية الوشيكة في نفس شخص آخر عن قصد أو عن علم. التهديد بالأذى عموماً ينطوي على تصور للمجنى عليه للإصابة...تلف بدني أو عقلي... فعل أو حالة تسبب إصابة، أو ضرر مادي أو فقدان لشخص ما". "التهديد الإرهابي هو جريمة تنطوي عموماً على تهديد بارتكاب عنف يتصل بقصد ترويع الآخر".

## وصف
يمكن تصور السلوكيات المُهَدِدة باعتبارها ثمرة لعدم القدرة على التأقلم مع الدافع الطبيعي التنافسي المتعلق بعلاقات الهيمنة المتبادلة التي تلاحظ عامة بين الحيوانات. بدلاً من ذلك، قد ينتج الترهيب في مجتمع من نوع يكون أفراده اجتماعيين، فالبشر بشكل عام يترددون في الدخول في مواجهة أو تهديد عنيف.
وهو سلوك مثله مثل جميع السمات السلوكية يظهر بشكل أزيد أو أقل في كل فرد مع مرور الزمن، ولكنه قد يكون «سلوك تعويضي» ذو أهمية كبيرة بالنسبة للبعض مقارنة بالآخرين. فإن المنظرين السلوكيين كثيراً ما يرون أن السلوكيات المُهَدِدة هي نتيجة لتعرض القائمين بها للتهديد من قبل الآخرين، بما في ذلك الآباء، ورموز السلطة، والرفاق والأشقاء. «استخدام القوة مبرر عندما يعتقد الشخص بشكل منطقي أنها ضرورية للدفاع عن النفس أو الآخرين تجاه الاستخدام الفوري لقوة غير شرعية».
و قد يتم استخدام الترهيب بوعي أو بغير وعي، ونسبة من الأشخاص الذين يستخدمونه بوعي ربما يفعلون ذلك نتيجة أفكار مستوعبة بأنانية عن تخصيصه لغرض، أو لفائدة أو للتمكين الذاتي. الترهيب المتصل بالتحامل والتمييز يمكن أن يشمل السلوك «الذي يزعج، يهدد، يرهب، وينذر، أو يضع الشخص في حالة خوف على سلامته... بسبب اعتقاد أو تصور بشأن عرقه أو لونه أو أصله القومي أو نسبه أو جنسه أو دينه أو ممارسته لشعائر دينية أو سنه أو إعاقته أو توجهه الجنسي، بغض النظر عن ما إذا كان ذلك الاعتقاد أو التصور صحيحاً».
قد يتجلى الترهيب بطرق مختلفة مثل الاحتكاك البدني، أو تجهم الطلعة، أو التلاعب بالمشاعر، أو الإساءة اللفظية، أو جعل شخصاً يشعر بأنه أقل منك، أو الإحراج المتعمد و/أو الاعتداء الجسدي الصريح. «السلوك قد يشمل، ولكنه ليس محصوراً في، الألقاب، التعليقات والافتراءات المهينة والمقترحات البذيئة والاعتداء والإعاقة وعرقلة أو منع الحركة، واللمس الجارح أو أي تداخل جسدي في الحركة أو العمل العادي، والإهانات المرئية، مثل الملصقات أو الرسوم المهينة».
ليس هناك تعريف قانوني في القانون الإنجليزي بشأن ما يشكله سلوك «الترهيب» Intimidation، ولذا فالأمر متروك للمحاكم لاتخاذ قرارها بشأن كل حالة على حدة. ومع ذلك، إذا هدد شخص بالعنف تجاه شخص آخر، فان ذلك قد يشكل جريمة جنائية.
في معظم الولايات القضائية الأمريكية، لا تزال تلك الجريمة مجرد جنحة ما لم يدخل فيها سلاح مميت أو يرتكب فيها عنف فعلي، وفي هذه الحالة فإنها عادة ما تعتبر جناية.
المُهَدِد الجنائي Criminal threatening يمكن أن ينتج عن تهديدات لفظية بالعنف، أو تصرف جسدي (مثل الإيماءات باليد أو بقبضة اليد المرفوعة)، أو الاحتكاك الجسدي الفعلي، أو حتى ببساطة مجرد وضع لافتة، أو شيء أو جرافيتي على ممتلكات شخص آخر بغرض إرغامه أو إرهابه.
المُهَدِد الجنائي يُعَرَف أيضاً بالحرق العمد والتخريب العمد، وتوزيع المواد البيولوجية أو الكيميائية الضارة (أو أي مادة يشتبه في كونها مادة سامة)، أو أي جريمة أخرى ضد ممتلكات شخص آخر بهدف إكراه أو ترويع أي شخص مع إهمال مراعاة التسبب في الخوف والرعب أو الإزعاج. الإكراه هو استخدام «الضغط والتهديد، أو الترهيب» لإجبار أو «دفع شخص ما لفعل شيئا» أو «جعل شيء ما يحدث».”
"الإرهاب" عموماً يعني زرع الإحساس بالخطر، الرعب، أو الفزع في نفس شخص آخر أو تحفيز التخوف من وقوع عنف من حدث عدائي أو مُهَدِد، أو من شخص أو من أي شيء آخر. "ليس من الضروري، لكى يكتمل شكل هذه الجريمة، أن يكون هناك عنف ذاتي قد ارتكب.”